# Межзаводской забастовочный комитет (Польша)
Межзаводский забастовочный комитет (пол. Międzyzakładowy Komitet Strajkowy, MKS) — польский координационный орган забастовочного движения. Создан в Гданьске на судоверфи им. Ленина 16 августа 1980 года. Сформулировал 21 требование забастовщиков. Добился от руководства ПОРП и правительства ПНР подписания Гданьского соглашения и признания независимых профсоюзов. Около года возглавлял профобъединение Солидарность. Председатель — Лех Валенса.

## Создание комитета

### Начало забастовки

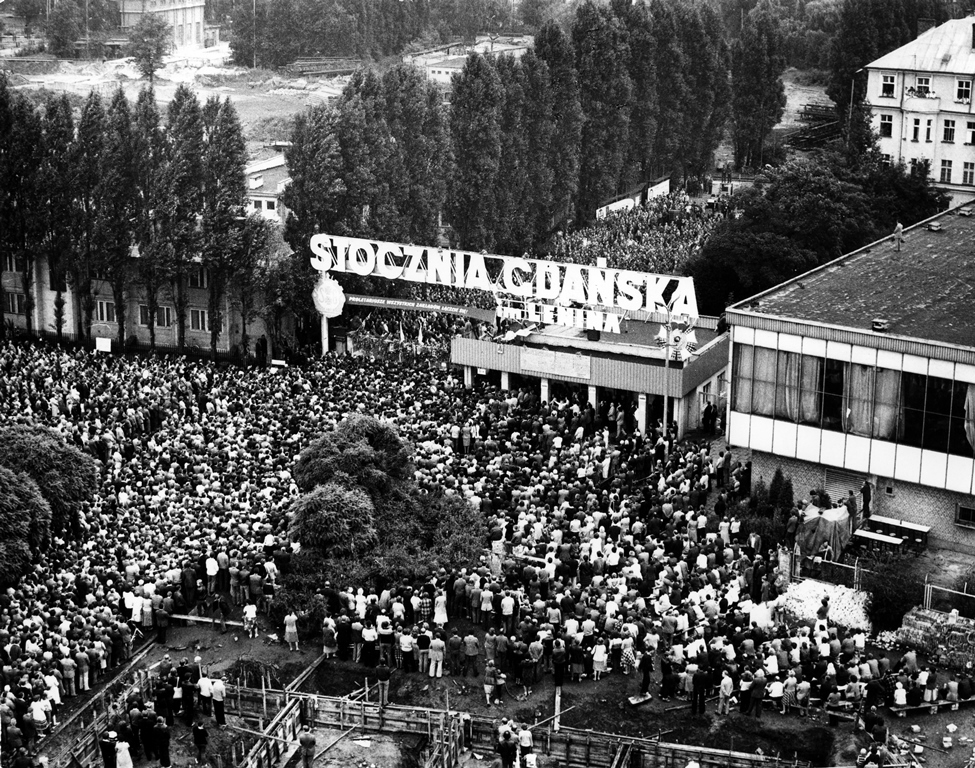
Август 1980. У ворот Гданьской судоверфи

Толчком к забастовке на Гданьской судоверфи им. Ленина стало политически мотивированное увольнение крановщицы Анны Валентынович (редактора подпольного бюллетеня Robotnik Wybrzeze) и электрика Леха Валенсы (активиста нелегальных свободных профсоюзов). Утром 14 августа 1980 16 тысяч рабочих верфи начали оккупационную забастовку. Они потребовали восстановить на работе Валентынович и Валенсу, установить памятник погибшим в декабре 1970, повысить заработную плату. Организаторами первого дня выступили активист КОС—КОР и свободных профсоюзов Богдан Борусевич, техник-механик Ежи Боровчак, монтажник Богдан Фельский, сварщик Людвик Прондзиньский, слесарь Пётр Малишевский.
На ряде предприятий Гданьска начались забастовки солидарности, волнения перекинулись в Гдыню. 15 августа на судоверфи появился Лех Валенса, тут же оказавшийся во главе движения. Сторону забастовщиков фактически принял директор Гданьской судоверфи Клеменс Гнех, предоставивший помещения, типографию и радиосвязь. Медсестра судоверфи Алина Пенковская сумела передать Яцеку Куроню информацию о происходящем. Сделать это удалось, несмотря на блокирование связи, с неотключённого телефона медпункта. Куронь сообщил на Радио Свободная Европа, после чего вся Польша оказалась в курсе событий.
Важное значение имела поддержка движения со стороны польской католической церкви. Рабочие проводили мессы у ворот Гданьской судоверфи. Широко распространялись католические символы, портреты Папы Римского Иоанна Павла II.

### Первый состав
16 августа 1980 года стихийно сформировался забастовочный комитет, принявший статус межзаводского. В его состав вошли:
- Лех Валенса (председатель), электрик, Гданьск
- Богдан Лис (заместитель председателя), рабочий-механик, Гданьск
- Анджей Колодзей (заместитель председателя), сварщик, Гдыня
- Анна Валентынович, крановщица, Гданьск
- Анджей Гвязда, инженер, Гданьск
- Иоанна Дуда-Гвязда (пресс-секретарь), инженер, Гданьск
- Лех Бадковский, писатель и журналист, Гданьск
- Войцех Грушецкий, преподаватель, Гданьск
- Ежи Кмечик, слесарь-сборщик, Гданьск
- Здзислав Кобылинский, кладовщик, бывший милиционер, Гданьск
- Стефан Издебский, докер, Гдыня
- Лех Ендрушевский, электрик, Гдыня
- Хенрика Кшивонос, водитель трамвая, Гданьск
- Стефан Левандовский, крановщик, Гданьск
- Юзеф Пшибильский, слесарь, Гданьск
- Ежи Сикорский — слесарь, Гданьск
- Лех Собешек — слесарь, Гданьск
- Тадеуш Станны — техник, Гданьск
- Флориан Вишневский — электрик, Гданьск

Таким образом, из 19 членов комитета 14 (Валенса, Лис, Колодзей, Валентынович, Кмечик, Кобылинский, Издебский, Ендрушевский, Кшивонос, Левандовский, Пшибильский, Сикорский, Собешек, Вишневский) были людьми рабочих профессий: из них 7 — с судоверфей Гданьска и Гдыни, 2 — из портов Гданьска и Гдыни, 2 — с транспортных предприятий Гданьска, 1 — с гданьского электротехнического завода Elmor, 1 — с гданьского завода Elektromontaż, 1 — с гданьского судоремонтного завода Budimor. Двое (Валенса и Валентынович) на тот момент числились уволенными.
Трое (Гвязда, Дуда-Гвязда, Станны) принадлежали к инженерно-техническому персоналу гданьских предприятий — завода Elmor, Центра корабельной техники, гданьского НПЗ.
Один (Грушецкий) являлся преподавателем технических дисциплин в Гданьском политехническом университете.
Один (Бадковский) представлял гуманитарную интеллигенцию.
Секретарём MSK являлась Марыля Плоньская.
Опыт политической борьбы, нелегальных организаций и преследований имели 8 членов комитета — Валенса, Лис, Колодзей, Валентынович, Гвязда, Дуда-Гвязда, Пшибильский, Бадковский (кроме того, Кобылинский был ранее уволен из органов милиции, но не по политическим мотивам). Они, а также Пенковская, Плоньская, Гражина Куронь (жена находившегося под арестом Яцека Куроня) явились проводниками политических требований, в частности, освобождения политзаключённых. Остальные члены MKS всецело их в этом поддерживали.

### Изменения состава
До конца 1980 года в персональном составе MKS произошли изменения. Из Комитета по разным причинам вышли Кобылинский, Кшивонос, Вишневский, Издебский, Кмечик, Станны, Сикорский. Вступили в Комитет
- Казимеж Воленшлегер (порт Гдыни)
- Анджей Опела (порт Гдыни)
- Яцек Клыс (гданьский НПЗ),
- Генрик Матусик (гданьский НПЗ)
- Здзислав Злотковский (судоремонтный завод)
- Мариан Блонярчик (военно-морская верфь)
- Богдан Борусевич (историк, активист Свободных профсоюзов)
- Шимон Павлицкий (наблюдатель от работников культуры)
- Гжегож Еркевич (Независимый союз студентов)

Несколько увеличилось представительство интеллигенции, в том числе оппозиционно политизированной (в этом смысле важное значение имело вступление Борусевича), но сохранилось однозначное преобладание рабочих.

## «Спасение забастовки»
16 августа 1980 года, в день создания забастовочного комитета, Лех Валенса, ставший его председателем, объявил об окончании забастовки. Радикальные активисты — Анджей и Иоанна Гвязда, Валентынович, Лис, Кшивонос, Пенковская, Марыля Плоньская — выступали за продолжение протестов. Пенковская выступила перед рабочими с призывом оставаться на верфи и продолжать оккупационную забастовку, пока власти не выполнят требований всех бастующих предприятий. Действия Алины Пенковской и её единомышленников впоследствии были названы «спасением забастовки».
Это привело к серьёзному конфликту с Валенсой, который, как и Яцек Куронь, считал, что продолжение конфронтации рабочих с властями грозит повторением декабрьских событий 1970 года и даже советской интервенцией.

## 21 требование
17 августа 1980 года Межзаводской забастовочный комитет выдвинул 21 postulatów MKS — 21 требование.
- Легализация профсоюзов, независимых от партийно-государственного аппарата, в соответствии с Конвенцией № 87 МОТ
- Гарантия права на забастовку, безопасность бастующих и лиц, оказывающих им поддержку
- Соблюдение положений Конституции ПНР о свободе слова, печати, собраний, совести; беспрепятственная деятельность независимых организаций, СМИ и церквей всех конфессий
- Восстановление прав лиц, подвергнутых политическим репрессиям

(а) восстановление на работе уволенных за участие в забастовках 1970 и 1976, восстановление в вузах студентов, исключённых по политическим мотивам
(б) освобождение всех политических заключённых
(в) прекращение преследований церкви
- Широкое оповещение в СМИ о создании Комитета и его требованиях
- Действия по преодолению социально-экономического кризиса:

(а) полное информирование общества о социально-экономической ситуации
(б) общенациональное обсуждение программы социально-экономических реформ
- Возмещение зарплаты всем участникам забастовки
- Установление минимального размера оплаты труда в 2000 злотых в качестве компенсации за рост цен
- Гарантированная индексация заработной платы соответственно росту цени снижению стоимости злотого
- Комплексные поставки продовольствия на внутренний рынок, допущение экспорта только избыточных объёмов
- Введение карточного снабжения мясными и молочными продуктами до стабилизации потребительского рынка
- Отмена коммерческих цен и продажи валюты государственным экспортным компаниям
- Подбор руководящих кадров на основе управленческой компетентности, а не партийной принадлежности, отмена материальных привилегий функционеров партийного аппарата, милиции и госбезопасности
- Снижение пенсионного возраста до 50 лет для женщин и 55 лет для мужчин, либо, независимо от возраста, после 30 лет рабочего стажа для женщин и 35 лет для мужчин
- Приведение пенсий в соответствие с реальной стоимостью жизни
- Улучшение условий труда в сфере здравоохранения для обеспечения качественной медицинской помощи
- Обеспечения достаточного количества мест в детских садах
- Введение трёхлетнего оплачиваемого отпуска по беременности, родам и воспитанию ребёнка
- Сокращение продолжительности сроков ожидания при получении жилья
- Увеличение выходного пособия до 100 злотых
- Введение второго выходного дня — субботы, отпускная компенсация работы на непрерывных производствах

Текст 21 требования был вывешен для всеобщего обозрения на сторожевом пункте у ворот N 2 Гданьской судоверфи.
Большинство требований носило сугубо экономический характер, ориентированный на текущие материальные потребности рабочих и их семей (иногда с антирыночным уклоном). Вопросы о смене правительства, проведении свободных выборов, изъятия у ПОРП функций государственного управления не ставились.
Однако пункты 1—5 были однозначно политическими и подрывали принцип «руководящей роли партии». Пункт 6 нарушал партийную монополию на определение социально-экономической политики. Пункт 13 угрожал социальному статусу и материальным интересам партийного и карательного аппарата.
Наиболее принципиальное значение имели первые два требования: независимые профсоюзы и право на забастовку. С конца 1940-х ни одна страна Восточной Европы не знала подобного. Неисполнимым в условиях «реального социализма» было и третье требование — соблюдение гражданско-политических свобод.
Особенно тревожным для коммунистического руководства был тот факт, что требования профсоюзных и политических свобод выдвигались не диссидентскими группами, не интеллигенцией, не буржуазными или мелкобуржуазными элементами, а рабочим движением. (В MKS почти отсутствовала интеллигенция и полностью отсутствовали представители собственнических слоёв. Служащие и крестьянство первоначально с большой настороженностью отнеслись к забастовочной волне.)

## Координация рабочего движения
18 августа 1980 года представители КОС-КОР и католических клубов учредили экспертный комитет при забастовщиках, возглавленный католическим активистом Тадеушем Мазовецким и профессором-историком Брониславом Геремеком (в комитет также вошли журналист и историк философии Богдан Цивиньский, экономист Тадеуш Ковалик, экономист и публицист Вальдемар Кучиньский, социолог Ядвига Станишкис, юрист и католический активист Анджей Веловейский).
Межзаводской забастовочный комитет представлял уже более 150 предприятий, и это количество продолжало возрастать (в частности, высокая активность проявилась на предприятии железнодорожных работ PRK-12, где комитет возглавил активист декабрьских протестов 1970 Анджей Осипув). Забастовки охватили практически всё Балтийское побережье и распространялись по стране. Наибольшую поддержку движение встретило на угольных шахтах, металлургических и машиностроительных заводах. Возникающие забастовочные комитеты устанавливали связи с Гданьском, направляли туда делегации, признавали координационные и представительские полномочия MSK.
25 августа гданьская газета Wieczór Wybrzeża (популярное издание, ранее специализировавшееся на развлекательной тематике) дала первую в официальных СМИ информацию о забастовочном движении. В материале было сказано об MKS и его требованиях. Сокрытие информации от общества стало невозможным.
Комитет являл собой принципиально новое для ПНР явление — общенациональный центр рабочего движения. Ни в 1956, ни в 1968, ни в 1970—1971, ни в 1976 подобного органа не было. Отсутствие общенациональной координации позволяло властям локализовывать протесты и подавлять их силой. Наличие MKS в сочетании с небывалым масштабом движения вынудили ЦК ПОРП и Совмин ПНР пойти на переговоры с забастовщиками.

## Реакция властей
Рабочее движение на Балтийском побережье повергло в полную растерянность партийно-государственное руководство ПНР. Первоначально был взят курс на подавление протестов, но без масштабного кровопролития, подобного событиям 1970—1971 (которые привели к отставке тогдашних высших руководителей).
15 августа 1980 года Политбюро ЦК ПОРП собралось на экстренное заседание. Секретарь ЦК ПОРП и глава варшавской парторганизации Алоизий Каркошка охарактеризовал ситуацию как «очень опасную» и заявил, будто забастовочное движение инспирировано политической оппозицией. Власти прервали связь городов побережья с остальной частью страны. Через день министр внутренних дел ПНР Станислав Ковальчик сформировал оперативный штаб Lato 80, которому было поручено «восстановление правопорядка и безопасности». Эту структуру возглавил заместитель министра Богуслав Стахура, руководивший подавлением рабочих протестов 1976, его заместителями стали полковник госбезопасности Владислав Цястонь и главный комендант милиции Юзеф Бейм. Была учреждена комиссия ЦК, которой поручалась подготовка плана силового подавления. В комиссию вошли генерал госбезопасности Мирослав Милевский, министр обороны Войцех Ярузельский, новый премьер-министр Юзеф Пиньковский и вице-премьер Мечислав Ягельский. Министр внутренних дел Ковальчик и министр обороны Ярузельский сформировали межведомственные группы для силовой блокады главных очагов забастовки.
Правительство направило в Гданьск комиссию под руководством вице-премьера Тадеуша Пыки. 18 августа состоялся пленум воеводского комитета ПОРП, в котором приняли участие Пыка, председатель Госсовета Генрик Яблоньский и Станислав Каня — член Политбюро, секретарь ЦК, партийный куратор административных органов и силовых структур. Настрой был проявлен жёсткий и агрессивный. Однако командующий военно-морскими силами ПНР адмирал Людвик Янчишин заявил, что армия и флот не предпримут шагов, осложняющих отношения с обществом.
На переговорах Пыка занял жёсткую позицию, объявил забастовку незаконной, отказался признавать MKS, допустил личные выпады в адрес Анны Валентынович, Леха Валенсы и Анджея Гвязды. Такие выступления привели к предельному обострению ситуации, что вызвало сильнейшее недовольство первого секретаря ЦК ПОРП Эдварда Герека. 21 августа Пыка был отозван из Гданьска, после чего смещён с поста вице-премьера (а в июле 1981 исключён из ПОРП).
На место Пыки в Гданьск прибыл более гибкий и компромиссный вице-премьер Мечислав Ягельский. Позицию диалога и соглашения с забастовщиками занимал воеводский комитет ПОРП под руководством первого секретаря Тадеуша Фишбаха (такой подход был в партаппарате крайне редким явлением). Однако Ягельский не думал о возможности равноправного диалога. Два дня вице-премьер затягивал само начало переговоров. Однако убедившись в размахе движения, 23 августа перешёл от угроз к манёврам
В тот же день на заседании Политбюро ЦК ПОРП было зачитано письмо Леонида Брежнева — руководство КПСС выражало глубокую озабоченность развитием событий в Польше. 24 августа состоялся экстренный пленум ЦК ПОРП. С информацией о положении в стране выступил Станислав Каня (считавший, что ситуация созрела для отстранения Герека и взятия высшего руководства). Он привёл данные о количестве забастовщиков в Гданьске и Гдыне — 130 тысяч человек. МВД привело в готовность части ЗОМО и отменило летние отпуска. Силовые министры Ковальчик и Ярузельский сформировали межведомственные группы, которые запланировали силовую блокаду главных очагов забастовки.
Однако силовой сценарий оказался сорван. Главная причина заключалась в однозначной и массовой поддержке забастовок со стороны польского общества, прежде всего рабочего класса. Важную роль сыграл и широкий международный резонанс, и принципиальный отказ забастовщиков от насильственных действий. К концу августа стало очевидным, что применение насилия приведёт к политической катастрофе. Власти сделали ставку на политическое маневрирование и осознали неизбежность уступок. 29 августа Эдвард Герек на заседании Политбюро высказался в том смысле, что создание независимых профсоюзов в сложившейся ситуации может оказаться для ПОРП «меньшим злом», из которого «потом можно будет попытаться выбраться». Предложения применить насилие, исходящие от сталинистского «бетона» (Милевский, Грабский, Ольшовский, Стахура), были окончательно отклонены как «нереальные».

## Соглашения забастовщиков с правительством
Между правительством ПНР и межзаводскими забастовочными комитетами Балтийского побережья, Катовицкого воеводства, Домбровского угольного бассейна в 1980 году было заключено четыре соглашения:
- 30 августа в Щецине
- 31 августа в Гданьске
- 3 сентября в Ястшембе-Здруе
- 11 сентября в Домброве-Гурниче

Щецинское соглашение подписали председатель регионального Межзаводского забастовочного комитета Мариан Юрчик и вице-премьер Казимеж Барциковский. Гданьское — председатель гданьского MKS Лех Валенса и вице-премьер Мечислав Ягельский. Ястшембское — председатель шахтёрского забастовочного комитета Ярослав Сенкевич и министр машиностроительной промышленности Александр Копець. Домбровское — председатель забастовочного комитета металлургического комбината Хута Катовице Збигнев Куписевич и министр сталелитейной промышленности Францишек Каим.
Выше названы основные представители; с обеих сторон под каждым документом стояло несколько подписей. В Гданьске вместе с Валенсой подписали Богдан Лис, Анджей Колодзей и ещё четырнадцать членов комитета, включая Анну Валентынович, Алину Пенковскую, Хенрику Кшивонос (Анджей Гвязда подписать документ отказался, посчитав чрезмерными политические уступки Валенсы). Вместе с Ягельским поставили подписи Тадеуш Фишбах, Гданьский воевода Ежи Колодзейский и секретарь ЦК ПОРП Збигнев Зелиньский.
Подписанные документы были в целом однотипны. Некоторые различия состояли в акцентировании профессиональных нужд и требований судостроителей (Щецин, Гданьск), шахтёров (Ястшембе-Здруй) и металлургов (Домброва-Гурнича). Но именно Гданьское соглашение имело наибольший политический резонанс, поскольку общенациональная забастовочная волна поднялась с судоверфи имени Ленина. Кроме того, в гданьской забастовке активнее участвовали оппозиционные политактивисты и Валенса больше других лидеров уделял внимание работе со СМИ, включая иностранные (что впоследствии отмечал Юрчик).
Имелись, однако, и некоторые различия политического характера. Формулировки Гданьского соглашения считаются наиболее успешными для забастовщиков. За профсоюзами декларировалось право на участие в выработке социально-экономических решений, право на независимые издания, гарантировалась безопасность забастовщиков и всех их сторонников, власти обязались пересмотреть приговоры в отношении ранее репрессированных, восстановить уволенных по политическим мотивам и ограничить цензуру. На словах были приняты почти все социальные и экономические тезисы из 21 требования Гданьского MKS. Тезис о признании новыми профсоюзами руководящей роли ПОРП был подан в формулировке «роль в государстве», а не «роль в обществе», на чём настаивала правительственная сторона.
Главным пунктом соглашений явилось вынужденное согласие властей ПНР на создание независимых профсоюзов. Руководство ПОРП признало, что «деятельность профсоюзов в ПНР не оправдала надежд трудящихся» и согласилось на создание «новых самоуправляющихся профсоюзов, которые были бы подлинными представителями рабочего класса». Однако право граждан на независимые профсоюзы было обусловлено соответствием Конституции ПНР, содержащей положение о «руководящей роли ПОРП» и «социалистическом строе». Таков был сложный компромисс, достигнутый переговорным процессом.
Для государств «реального социализма» произошедшее было беспрецедентно. Историко-символическое значение приобрела тогда фраза вице-премьера Ягельского: Musimy wyrazić zgodę — «Мы должны согласиться».

## Руководящий орган «Солидарности»
К 1 сентября комитет представлял 3500 предприятий и примерно 3 миллиона человек. Повсеместно развернулось создание организаций независимого самоуправляемого профсоюза, получившего название «Солидарность». 10 ноября первое в Восточной Европе после 1948 года независимое профобъединение получило официальную регистрацию. 16 декабря в Гданьске был установлен памятник павшим рабочим верфи.
До середины 1981 MKS оставался руководящим координационным органом профсоюза. В июле 1981 делегаты профцентров избрали в Гданьске новый президиум профсоюза под председательством Валенсы. Из членов MKS в него вошли также Лис, Клыс, Опела, Злотковский. Из первого состава MKS — Валенса и Лис.

## Судьбы членов Комитета и активистов забастовочного движения

### В ПНР
Члены MKS стали активистами «Солидарности». Валенса осенью 1981 официально занял председательский пост в профсоюзе. Лис, Колодзей, Гвязда, Дуда-Гвязда, Юрчик входили в руководящие органы.
При военном положении 1981—1983 была подавлена забастовка Гданьской судоверфи, интернированы Валенса, Гвязда, Дуда-Гвязда, Юрчик, Куписевич, Кмечик, Кобылинский, Сикорский, Малишевский, Кшивонос, Пенковская; Валентынович предстала перед судом. Колодзей к тому времени был арестован в Чехословакии. Юрчик и Куписевич были арестованы в 1982, Борусевич в 1986 (впоследствии амнистированы).
Лис и Борусевич возглавляли подпольные структуры «Солидарности», Колодзей состоял в «Борющейся Солидарности», Левандовский руководил системой безопасности подполья.
После выхода из лагеря интернирования в подполье активно работали Кшивонос (подверглась жестокому избиению), Борусевич, Пенковская, Юрчик, Кобылинский, Малишевский, Собешек.
Богдан Борусевич и Алина Пенковская в 1985 году бракосочетались в подполье.
Грушецкий эмигрировал в Западный Берлин, где скончался в 2006 году. Пшибильский эмигрировал в Бельгию, Собешек, Сикорский, Кобылинский — в США.
Бадковский, как заслуженный деятель культуры, не подвергся репрессиям, но находился под усиленным наблюдением СБ.
Плоньская дистанцировалась от движение из-за несогласия со стилем руководства Валенсы. Давала частные руки, работала библиотекарем. Находилась в оперативной разработке СБ.
Издебский отшёл от политики.

### В Третьей Речи Посполитой
После победы смены общественно-политического строя Валенса в 1990—1995 годах был президентом Польши.
Борусевич возглавлял в сейме парламентский клуб «Солидарности», состоял в Унии свободы. С 2005 — маршал сената. 8 июля 2010 временно исполнял обязанности президента. С 2013 — вице-председатель Гражданской платформы. За выступления в поддержку Украины в конфликте с РФ 2014 внесён в санкционный список РФ и фактически объявлен в Москве персоной нон грата.
Лис стал крупным социал-либеральным политиком, в 1989—1991 — сенатором, в 2007—2011 — депутатом сейма.
Пенковская была сенатором и депутатом городского совета Гданьска. Занималась преимущественно вопросами здравоохранения. Скончалась в 2002 году.
Колодзей в 1994—1998 годах возглавлял местный совет на своей малой родине, руководит Фондом исторических инициатив, критикует Валенсу за «перерождение».
Валентынович пользовалась всеобщим уважением, но практически не участвовала в политике, резко конфликтовала с Валенсой, погибла в Смоленской авиакатастрофе 2010.
Гвязда и Дуда-Гвязда осудили «сговор с коммунистами» в Магдаленке и за Круглым столом, заняли антиглобалистские позиции.
Юрчик категорически отвергал саму идею переговоров с ПОРП. Возглавлял радикально-антикоммунистическое крыло рабочего движения, создал профсоюз Солидарность 80, выступавший под протестными лозунгами. В 1998—2000 и 2002—2006 годах являлся мэром Щецина. До конца жизни оставался авторитетной фигурой в польском обществе, особенно для рабочей среды и католических кругов. Скончался в конце 2014 года.
Малишевский тоже не принял компромисса с ПОРП. Уехал в Австрию, работал там водопроводчиком. Вернувшись в Польшу, примкнул к радикально-антикоммунистическому крылу рабочего движения, стал почётным председателем профсоюза Солидарность 80. Привлекался к суду по сомнительному бытовому обвинению. Резко конфликтовал с Валенсой.
Плоньская в 1989 году вышла на пенсию по инвалидности. Пользовалась уважением в обществе, но в политике не участвовала. Скончалась в 2011 году.
Кмечик участвовал в организации забастовок 1988, до 2003 состоял в руководстве «Солидарности».
Сенкевич оставил профсоюзную и политическую деятельность уже в январе 1981 года, после пущенных слухов о его осведомительстве. Впоследствии было доказано, что эти слухи целенаправленно распространяла Служба безопасности ПНР для дискредитации активиста. Обвинения были сняты. Скончался в 1992 году.
Кобылинский вернулся в Польшу в 2000 году, скончался 31 августа 2006, в 26-ю годовщин августовских соглашений 1980 года.
Кшивонос организовала в Гданьске семейный детский дом, участвовала в политике как либеральный деятель, состоит в партии Гражданская платформа.
Левандовский до 2005 года работал в Гданьском порту.
Куписевич в 1989 году вернулся на металлургический комбинат. В 1990—1994 был депутатом местного совета, затем состоял в профсоюзных выборных органах, редактировал профсоюзное издание. Работает в металлургических компаниях.
Члены Межзаводского забастовочного комитета Августа-1980 удостоены в Третьей Речи Посполитой Ордена Возрождения Польши и других польских наград, стали почётными гражданами Гданьска.